# Тулон
Тулон (фр. Toulon) град је и медитеранска лука на југу Француске, око 80 километара југоисточно од Марсеља. То је главни град департмана Вар. По подацима из 2006. године број становника у месту је био 167.816, а око пола милиона у ширем подручју.
Тулон је важан центар за бродоградњу, рибарство, производњу вина, аеро-наутичке опреме, папира, цигарета, обуће и електронике. Француска медитеранска ратна флота је стационирана у Тулону.
У Тулону влада медитеранска клима, са пуно сунчаних дана (2899 сати годишње - највише у Француској), сувим летима, ретким али интензивним кишама и благим зимама. Средња јануарска температура је 9,3 °C, док је средња јулска температура 23,9 °C.

## Историја
Тулон је у доба старе Грчке био познат као Телонија, док су га Римљани звали Тело Марцијус. Тело Марцијус је у то време био познат као центар за производњу драгоцене пурпурне фарбе за тканине. Хришћанство је продрло у ову област у 5. веку када је саграђена прва катедрала.
Тулон је прикључен Француској 1486, да би убрзо постао ратна лука. Луку и њена утврђења су градили краљеви Шарл VIII и Луј XIV. Епидемија куге је 1720. усмртила половину становништва (13.000 људи). Током Француске револуције септембра 1793. ројалистички побуњеници су у помоћ позвали британску морнарицу. Револуционарне власти су зато послале војску у опсаду Тулона. Млади француски артиљеријски мајор Наполеон Бонапарта се ту прославио као командант који је протерао интервенционисте и заузео град децембра исте године.
Немачке трупе у Другом светском рату су заузеле Тулон 27. новембра 1942, а француски морнари су потопили своју флоту да не би пала у немачке руке. Град је тешко бомбардован 24. новембра 1943. када је у савезничком бомбардовању страдало око 500 људи. Тулон је ослобођен 28. августа 1944.
Универзитет у Тулону је основан 1979.
Од 1995. до 2001. у Тулону је на власти била партија Националног фронта. Ово је први већи француски град који је био под влашћу ове партије крајње деснице.

## Географија

### Клима
| Клима (Тулон)               | Клима (Тулон) | Клима (Тулон) | Клима (Тулон) | Клима (Тулон) | Клима (Тулон) | Клима (Тулон) | Клима (Тулон) | Клима (Тулон) | Клима (Тулон) | Клима (Тулон) | Клима (Тулон) | Клима (Тулон) | Клима (Тулон)  |
| Показатељ \ Месец           | .Јан.         | .Феб.         | .Мар.         | .Апр.         | .Мај.         | .Јун.         | .Јул.         | .Авг.         | .Сеп.         | .Окт.         | .Нов.         | .Дец.         | .Год.          |
| --------------------------- | ------------- | ------------- | ------------- | ------------- | ------------- | ------------- | ------------- | ------------- | ------------- | ------------- | ------------- | ------------- | -------------- |
| Апсолутни максимум, °C (°F) | 20,9 (69,6)   | 22,5 (72,5)   | 26,4 (79,5)   | 28,1 (82,6)   | 31,6 (88,9)   | 35,1 (95,2)   | 40,1 (104,2)  | 37,0 (98,6)   | 34,7 (94,5)   | 29,3 (84,7)   | 24,0 (75,2)   | 21,1 (70)     | 40,1 (104,2)   |
| Средњи максимум, °C (°F)    | 12,9 (55,2)   | 13,5 (56,3)   | 16,0 (60,8)   | 18,3 (64,9)   | 22,3 (72,1)   | 26,4 (79,5)   | 29,6 (85,3)   | 29,7 (85,5)   | 25,9 (78,6)   | 21,3 (70,3)   | 16,4 (61,5)   | 13,5 (56,3)   | 20,5 (68,9)    |
| Просек, °C (°F)             | 9,6 (49,3)    | 9,9 (49,8)    | 12,1 (53,8)   | 14,2 (57,6)   | 18,0 (64,4)   | 21,7 (71,1)   | 24,7 (76,5)   | 24,8 (76,6)   | 21,9 (71,4)   | 17,7 (63,9)   | 13,1 (55,6)   | 10,4 (50,7)   | 16,5 (61,7)    |
| Средњи минимум, °C (°F)     | 6,2 (43,2)    | 6,3 (43,3)    | 8,2 (46,8)    | 10,1 (50,2)   | 13,6 (56,5)   | 17,0 (62,6)   | 19,7 (67,5)   | 19,8 (67,6)   | 16,9 (62,4)   | 14,1 (57,4)   | 9,8 (49,6)    | 7,2 (45)      | 12,4 (54,3)    |
| Количина падавина, mm (in)  | 83 (32,7)     | 70 (27,6)     | 49 (19,3)     | 66 (26)       | 43 (16,9)     | 29 (11,4)     | 7 (2,8)       | 30 (11,8)     | 56 (22)       | 108 (42,5)    | 73 (28,7)     | 71 (28)       | 684,8 (269,61) |
| [ тражи се извор ]          |               |               |               |               |               |               |               |               |               |               |               |               |                |

## Демографија
| 1962.   | 1968.   | 1975.   | 1982.   | 1990.   | 1999.   | 2006.   | 2011.   |
| ------- | ------- | ------- | ------- | ------- | ------- | ------- | ------- |
| 161.786 | 174.746 | 181.801 | 179.423 | 167.619 | 160.639 | 167.816 | 163.974 |

## Значајни људи
У Тулону је рођен познати француски певач - шансоњер Жилбер Беко.

## Партнерски градови
- Манхајм
- Ла Специја
- Норфок
- Кронштат
- Khemisset
- Оран
- Херцлија